# Ride the Sky
Ride the Sky fue una banda sueca de power metal progresivo formada por el batería ex-Helloween, Gamma Ray y Masterplan Uli Kusch, junto a los miembros de Tears of Anger Bjørn Jansson y Benny Jansson.

## Historia
El origen de  Ride the Sky se remonta a 2006, cuando el batería Uli Kusch comenzó a intercambiar  ideas musicales con el vocalista Bjorn Jansson.
Kusch abandonó Masterplan poco más tarde y fue invitado por Bjorn y Benny Jansson para colaborar como invitado en el siguiente álbum de Tears of Anger. La química que surgió entre los tres se plasmó en la idea de formar una banda, para la que contrataron al bajista Mathias Garnås y al tecladista Kaspar Dahlqvist.
De esta forma, grabaron el disco New Protection, que fue lanzado en 2007 por Nuclear Blast Records.
El 22 de abril de 2008 la banda anunció en su blog de MySpace que oficialmente se habían disuelto, afirmando que "There was not much media focus and together with a minor support from the record company, we came to the point where it was just not worth the work to even try to complete a second album." ("No había demasiado interés mediático y añadido al escaso apoyo de la compañía discográfica, llegamos a un punto en que no merecía la pena el trabajo de ni siquiera intentar completar un segundo álbum").

## Miembros

### Formación final
- Bjørn Jansson – voz
- Uli Kusch – batería
- Benny Jansson – guitarra eléctrica, coros
- Mathias Garnås – bajo

### Antiguos miembros
- Kaspar Dahlqvist – teclados

### Músicos de sesión
- Henning Ramseth – teclados, guitarra rítmica

## Discografía
- New Protection (2007)